# Zurich Insurance Group
Zurich Insurance Group Ltd er et schweizisk forsikringsselskab, lokaliseret i Zürich, som er landets største forsikringsselskab.
Zurich Insurance er organiseret i tre forretningsegmenter: General Insurance, Global Life og Farmers. Zurich beskæftiger 53.000 medarbejdere og i 2018 var omsætningen på 47,18 mia US$. De har kunder i 215 lande og områder. Virksomheden er børsnoteret på SIX Swiss Exchange.
Virksomheden blev etableret i 1872 som et genforsikringsselskab under navnet "Versicherungs-Verein" og på anmodning fra det "Schweiz" transportforsikringselskab (som blev etableret i 1869 på initiativ fra "Schweizerischen Kreditanstalt"), et datterselskab til Schweiz Marine Company.
I 2012 skiftede Zurich Financial Services Ltd navn til Zurich Insurance Group Ltd. Koncernen forklarede navneskiftet med at den finansielle service-del af virksomheden blev ændret til et fokus på forsikringsaktiviteter.